# Ferdinand Eberl
Ferdinand Eberl (Bécs, 1762. május 3. – Bécs, Leopoldstadt, 1805. május 27.) osztrák író és színész, Anton Franz Josef Eberl (1765–1807) zeneszerző testvére.

## Élete
Pékcsaládból származott, apja Josephus Eberl. 1787 és 1789 között a bécsi lipótvárosi színháznál dolgozott mint színműíró, majd a bécsi józsefvárosi színháznál folytatta pályáját.

## Műve
- Die Kleinigkeit, ein Original Lustspiel in 3 Aufzügen, Eigends verfasst für das privat-Theater Seiner Excellenz der Frau Gräfin von Károly; vorgestellt auf diesem Theater zum erstenmale den 10. Okt. 1797. A mű előadásakor a szerző maga is a színre lépett, Ottomar gróf szerepében.